# Canal Finde
MunicipalTV es una red de contenidos para televisiones locales y autonómicas de España. Su dueño y creador es José María Besteiro, que también distribuye contendidos a través de Distrivisión, LocalVisión y MunicipalTV.
Canal Finde nació para dar contenidos para los fines de semana a las televisiones locales que están naciendo con las concesiones de TDT.